# Konimex
Konimex (uzb. cyr. Конимех; ros. Канимех, Kanimiech) – osiedle typu miejskiego w środkowym Uzbekistanie, w wilajecie nawojskim, siedziba administracyjna tumanu Konimex. Status osiedla typu miejskiego uzyskał w 1935 r. Do 1964 r. nosił nazwę Kenimiech. W 2002 r. liczył 8400 mieszkańców. Ośrodek hodowli zwierząt.